# Tyridiomyces formicarum
Tyridiomyces formicarum är en svampart som beskrevs av W.A. Wheeler 1907. Tyridiomyces formicarum ingår i släktet Tyridiomyces, ordningen Saccharomycetales, klassen Saccharomycetes, divisionen sporsäcksvampar och riket svampar.   Inga underarter finns listade i Catalogue of Life.